# Ed Masry
Edward Louis „Ed“ Masry (* 29. Juli 1932 in Paterson, New Jersey; † 5. Dezember 2005 in Thousand Oaks, Kalifornien) war ein US-amerikanischer Rechtsanwalt. 

## Werdegang
Ed Masry wurde 1932 in Paterson als Sohn von Einwanderern geboren und zog im Alter von acht Jahren mit seiner Familie nach Südkalifornien. Er diente in der United States Army in Frankreich. Masry studierte an verschiedenen Universitäten und schloss 1960 an der Loyola Marymount University sein Jura-Studium mit Erfolg ab. Danach betrieb er eine Anwaltskanzlei, die sich auf Schadensersatzklagen spezialisiert hatte. Er starb 2005 an den Folgen seiner Diabeteserkrankung, nur eine Woche nachdem er sich zur Ruhe gesetzt hatte.
Bekannt wurde der US-Amerikaner durch einen Rechtsstreit mit dem Energiekonzern Pacific Gas and Electric, den er wegen des Verdachts der Verseuchung von Grundwasser mit hochgiftigen und krebserregenden Stoffen im Auftrag zahlreicher Anwohner verklagt hatte. Das Verfahren endete 1996 mit einer Schadensersatzsumme von 333 Millionen US-Dollar, dem höchsten Betrag, der bis dahin in einem derartigen Rechtsstreit in den USA den Klägern zugesprochen wurde. Seine wichtigste „Partnerin“ in diesem Rechtsstreit war seine Büroangestellte Erin Brockovich, die keinerlei juristische Ausbildung besaß, was sie aber durch ihr großes Engagement und ihr außergewöhnliches Talent im Umgang mit anderen Menschen ausgleichen konnte.
In den folgenden Jahren traten Masry und Brockovich-Ellis in einer Vielzahl von umweltrechtlichen Verfahren an, wobei sie für ihre Handhabung wissenschaftlicher Daten von Gerichten und zunehmend auch Medien scharf kritisiert wurden. Ihnen wurde vorgeworfen, ohne jede fachliche Basis Vorwürfe zu erheben, um sich dann mit den beschuldigten Unternehmen auf Vergleiche zu einigen, in die die Beklagten unter anderem wegen eines drohenden Ansehensverlusts einwilligten.

## Verfilmung
Die Geschichte von Masry und Brockovich wurde 2000 unter der Regie von Steven Soderbergh mit dem Titel Erin Brockovich verfilmt. Die Hauptrolle spielte Julia Roberts, die hierfür einen Oscar als beste weibliche Hauptdarstellerin erhielt. Ed Masry selbst wurde vom britischen Schauspieler Albert Finney verkörpert.